# I Know What You Did Last Summer (2025)
I Know What You Did Last Summer är en amerikansk slasherfilm från 2025 i regi av Jennifer Kaytin Robinson, som även har skrivit manus tillsammans med Sam Lansky, efter ett första utkast skrivet av Leah McKendrick. Detta är den fjärde filmen i filmserien om Jag vet vad du gjorde förra sommaren, och är en uppföljare till Jag vet fortfarande vad du gjorde förra sommaren från 1998. Filmens huvudroller spelas av Madelyn Cline, Chase Sui Wonders, Jonah Hauer-King, Tyriq Withers, Sarah Pidgeon, Billy Campbell, Gabbriette Bechtel  och Austin Nichols, samt Jennifer Love Hewitt och Freddie Prinze Jr., som båda återupptar sina tidigare roller som Julie James och Ray Bronson från de två första filmerna. Även Sarah Michelle Gellar och Brandy, som var med i de tidigare nämnda filmerna i serien (första och andra), medverkar i varsitt cameoframträdande i filmen.
Filmen hade biopremiär i Sverige den 18 juli 2025, utgiven av Sony Pictures Releasing.

## Handling/synopsis
När fem vänner oavsiktligt orsakar en dödlig bilolycka, så döljer de sin inblandning och sluter en pakt för att hålla det hemligt, istället för att ta konsekvenserna av det. Ett år senare kommer deras förflutna tillbaka för att förfölja dem och de tvingas konfrontera en skrämmande sanning: Någon vet vad de gjorde förra sommaren...och är helvetet sugen på att hämnas. När vännerna en efter en förföljs av en mördare, så upptäcker de att detta har hänt tidigare, och de vänder sig till två överlevande från den legendariska Southport-massakern 1997 för att få hjälp.

## Rollista
| Madelyn Cline         | – Danica Richards             |
| Chase Sui Wonders     | – Ava Brucks                  |
| Jonah Hauer-King      | – Milo Griffin                |
| Tyriq Withers         | – Teddy Spencer               |
| Sarah Pidgeon         | – Stevie Ward                 |
| Billy Campbell        | – Grant Spencer, Teddys pappa |
| Freddie Prinze Jr.    | – Ray Bronson                 |
| Jennifer Love Hewitt  | – Julie James                 |
| Gabbriette Bechtel    | – Tyler Trevino               |
| Austin Nichols        | – Pastor Judah Gillespie      |
| Joshua Orpin          | – Wyatt                       |
| Sarah Michelle Gellar | – Helen Shivers (cameo)       |
| Brandy Norwood        | – Karla Wilson (cameo)        |

## Produktion

### Utveckling
I september 2014 avslöjade Sony Pictures planer på att göra en remake av Jag vet vad du gjorde förra sommaren från 1997, med Mike Flanagan och Jeff Howard som skulle skriva manus. Filmen skulle till en början släppas under år 2016, med en beräknad budget på 15–20 miljoner dollar. Flanagan bekräftade dessutom att hans upprepning av franchisen skulle vara en reboot, och att den inte skulle inkludera delar av varken romanen från 1973, eller långfilmen från 1997. Projektet blev dock avbrutet.
Regissören Jennifer Kaytin Robinson och manusförfattaren Leah McKendrick kom på en idé till en ny del av I Know What You Did Last Summer-serien, och pitchade den senare för Sony Pictures under det fjärde kvartalet av 2022. Denna pitch ledde till att filmen började utvecklas i februari 2023, med planer på att ta tillbaka producenten Neal H. Moritz, samt stjärnorna Jennifer Love Hewitt och Freddie Prinze Jr., som skulle återvända i sina roller som Julie James och Ray Bronson från originalfilmerna. Några dagar senare berättade Sarah Michelle Gellar för Entertainment Weekly att hon hade blivit tillfrågad om att återuppta sin roll som Helen Shivers från den första filmen, i och med att hon hade en vänskapsrelation med regissören Robinson. Hon tackade nej till detta erbjudande, eftersom hennes karaktär hade dött i originalfilmen, och att det skulle vara omöjligt att genomföra en retcon på hennes död. Manuset skrevs därefter av Robinson och Sam Lansky, efter att McKendrick tidigare hade agerat som manusförfattare till det första manuset. I mars 2024 avslöjade McKendrick att inflytandet från sociala medier skulle ingå i filmens handling. Senare i juli blev det även bekräftat att filmen skulle fortsätta historien från den andra filmen i franchisen.

### Rollsättning
I mars 2023 sa Prinze Jr. i en intervju att han inte hade fått något erbjudande angående filmen, "De sa bara det för att göra folk upphetsade. Jag har inte pratat med någon på deras företag, mina agenter har inte fått något erbjudande från dem överhuvudtaget." Han uppgav senare att Original Film tillkännagav uppföljaren utan hans och Loves påskrift, bara för att alla fans skulle bli upphetsade. Han hade dessutom efter tillkännagivandet av filmen träffat Kaytin Robinson för att diskutera hans eventuella inblandning. Han sa också att mötet gjorde honom imponerad av hennes idé till filmen, men noterade att han inte hade skrivit på för att dyka upp i den, eftersom det inte fanns något manus, och att han dessutom hade inte fått något konkret erbjudande. Senare i december uppgav Hewitt att hon definitivt skulle göra om sin tidigare huvudroll i filmen.
I maj 2024 rapporterades det att Prinze Jr. och Hewitt förväntades återvända i sina respektive roller. Senare i juli var det förhandlingar om att ge Camila Mendes, Madelyn Cline, Sarah Pidgeon, Tyriq Withers och Jonah Hauer-King roller i filmen. Mendes hann dock lämna projektet i september på grund av att hon skulle spela huvudrollen i den kommande filmen Masters of the Universe från Amazon MGM Studios. I samband med det bekräftades  det att Cline, Pidgeon, Withers och King skulle medverka i filmen. Senare samma månad blev Chase Sui Wonders ansluten till rollistan, följt av Prinze Jr., samt Hewitt som fortfarande var i förhandlingar om att få återvända. I augusti bekräftade Brandy Norwood att det var tal om att hon skulle återuppta rollen som Karla Wilson från den andra filmen, efter att hon tidigare hade uttryckt sitt intresse om att få göra detta. I oktober lades Billy Campbell till i rollistan, följt av Lola Tung, Nicholas Alexander Chavez, Austin Nichols och Gabbriette, som anslöt sig till rollistan i november. Det avslöjades dock senare att Tung och Chavez roller inte kom med i den slutgiltiga versionen av filmen, vilket innebar att deras respektive karaktär fick läggas åt sidan. I december rapporterades det även att Hewitt officiellt skulle återvända till sin tidigare roll som Julie James.

### Inspelning
Produktionen var klar i november 2024, och den huvudsakliga inspelningen påbörjades samma månad i New South Wales i Australien, med Elisha Christian som ansvarig filmfotograf. Inspelningen fortsatte sedan i Los Angeles i februari och mars 2025,, och avslutades därefter den 13 mars.

## Premiär
Filmen är producerad av Columbia Pictures i samarbete med Original Film, och hade biopremiär i USA tillika Sverige av Sony Pictures Releasing den 18 juli 2025.